# 봉화 금씨
봉화 금씨(奉化琴氏)는 경상북도 봉화군을 본관으로 하는 한국의 성씨이다.
시조 금용식(琴容式)은 고려 초에 삼한벽상공신(三韓壁上功臣)에 올라 태사(太師)를 역임하였다. 중시조 금의(琴儀)가 1184년(고려 명종 14) 문과에 급제한 뒤 수태보(守太保) 문하시랑동중서문하평장사(門下侍郎同中書門下平章事) 판이부사(判吏部事)에 이르렀고, 벽상공신(壁上功臣)에 녹훈되었다.

## 기원
금씨(琴氏)는 위국(衛國)에 연원(淵源)을 두고 주(周)나라 경왕(景王, 재위기간:기원전 544년~520년) 때 공자(孔子)의 제자(弟子)인 금뢰(琴牢)의 후예(後裔)로 전한다.
금응(琴應)이 기자(箕子)와 함께 조선에 동래(東來)하여 금씨(琴氏)의 시원(始源)을 이루었다고 한다.

## 역사
시조 금용식(琴容式)은 고려 초에 삼한벽상공신(三韓壁上功臣)에 올라 태사(太師)를 역임하였다. 그러나 금용식으로부터 6세 내지 8세의 세계가 실전되어 금의(琴儀)를 중시조로 하고 있다.
중시조 금의(琴儀)는 김포현(金浦縣) 출신이며 초명은 금극의(琴克儀)이다. 1184년(고려 명종 14년) 과거에 장원으로 급제하고, 신종(神宗) 때 상서우승 우간의대부 태자찬선대부가 되었으며, 희종(熙宗) 때 지주사(知奏事)·지이부사(知吏部事) 등을 지냈다. 1211년(강종 즉위년) 왕의 즉위에 대한 책명사의 접대에 공을 세우고 첨서추밀원사 좌산기상시 한림학사승지(簽書樞密院事左散騎常侍翰林學士承旨)에 올랐다. 1215년(고종 2) 정당문학 수국사(政堂文學修國史), 수태위 중서시랑평장사(守太尉中書侍郎平章事)가 되고, 1220년 벽상공신(壁上功臣)이 되었으며, 수태보 문하시랑동중서문하평장사 판이부사(守太保門下侍郎同中書門下平章事判吏部事)로 치사하였다. 지공거로서 많은 인재를 등용하여 '금학사옥순문생(琴學士玉筍門生)'이라 하였으며, 『한림별곡(翰林別曲)』에 금학사(琴學士)라 기록되어 있다. 묘는 경기도 김포시 봉화산에 있다.
금의(琴儀)의 맏아들 금기(琴耆)는 호부 원외랑(戶部員外郞), 둘째아들 금규(琴揆)는 공부 원외랑(工部員外郞), 넷째아들 금휘(琴暉)는 좌우위 대장군(左右衛大將軍), 다섯째 금희(琴禧)는 합문지후(閤門祗候)에 이르렀다.

## 본관
봉화 금씨가 봉화에 세거한 시기는 10세 금우공(琴遇工) 이후부터라고 한다. 금우공대 이전까지 금씨는 강화, 용인, 옥천, 담양, 영암 등지에 세거하였다가 금우공이 경상북도 봉화군에 입거한 이후로 봉화를 관향으로 정하였다.

## 인물
- 금의(琴儀, 1153년 ~ 1230년) : 삼한공신(三韓功臣) 금용식(琴容式)의 후예. 1184년(명종 14) 과거에 장원으로 급제하고 벽상공신(壁上功臣)이 되었으며, 수태보 문하시랑동중서문하평장사 판이부사(守太保門下侍郎同中書門下平章事判吏部事)로 치사하였다.
- 금훈(琴熏) : 고려 원종 때에 합문부사(閤門副使)를 지냈고, 삼별초의 난 때 왕명으로 원나라에 가서 원병을 요청했다.
- 금극해(琴克諧) : 1385년(고려 우왕 11년) 문과에 급제하여 도사(都事)를 지냈다.
- 금유(琴柔) : 금극해의 아들. 1396년(조선 태조 5년) 문과에 급제하여 1441년(세종 23년) 첨지중추원사(僉知中樞院事), 지병조사(知兵曹事), 전라도 관찰사를 역임하고, 1442년 공조 참의에 올랐다. 저서로 《영남지리지(嶺南地理誌)》가 있고, 《영각서풍청(鈴閣署風淸)》이라는 시를 남겼다.
- 금이영(琴以詠) : 금유의 아들. 1447년(세종 29)에 문과에 급제한 뒤 세조 때 승문원부교리·청주판관을 역임하였고, 1472년(성종 3) 승문원교리로서 예종부묘사(睿宗祔廟事)에 집사로 참여하여 1계를 가자받았다.
- 금인배(琴仁誹) : 조선 태조의 넷째 아들 회안대군(懷安大君)을 사위로 삼아 국혼을 하였으나 제1차 왕자의 난 후 논공행상에 불만을 품은 박포(朴苞)의 거짓 밀고를 믿은 방간이 제2차 왕자의 난을 일으켰다가 방원에게 패하여 귀양가게 되자 처족인 금씨도 이의 영향을 받았다.
- 금보(琴輔, 1521년 ∼ 1584년)는 조선 중기의 학자이다. 본관은 봉화, 호는 매헌(梅軒)·백률당(柏栗堂)이다.이숙량(李叔樑)·오수영(吳守盈)과 더불어 퇴문삼필(退門三筆)이라 불렸으며, 퇴계묘비·도산신판(陶山神版) 등을 남겼다.
- 금응협(琴應夾, 1526년 ~ 1596년) : 예안훈도(禮安訓導) 금재(琴梓)의 아들. 1555년(명종 10) 사마시에 합격하고, 참봉(參奉), 하양현감(河陽縣監), 익찬(翊贊)에 제수되었으나 나가지 않았다. 저서로는 『일휴집(日休集)』이 있다.
- 금난수(琴蘭秀, 1530년 ~ 1604년) : 첨지중추부사 금헌(琴憲)의 아들. 1561년(명종 16) 사마시에 합격하여 참봉, 직장(直長), 장례원사평을 지낸 뒤 정유재란 때 의병을 일으켰다. 1599년 봉화현감에 임명되었다. 좌승지에 추증되고 예안(禮安)의 동계정사(東溪精舍)에 제향되었다. 저서로는 『성재집(惺齋集)』이 있다.
- 금진호(琴震鎬, 1932년 ~ ) : 노태우 대통령 가문의 일원으로, 제31대 상공부 장관으로 재임하였다.

## 과거 급제자
봉화 금씨는 조선시대 문과 급제자 14명을 배출하였다.
고려 문과
금극의(琴克儀) 금극해(琴克諧)
문과
금개(琴愷) 금곤(琴崑) 금상현(琴尙絃) 금섬(琴暹) 금성규(琴聖奎)
금숭(琴嵩) 금시술(琴詩述) 금시조(琴是調) 금업(琴𢢜) 금옥심(琴沃心)
금유(琴柔) 금의(琴椅) 금이영(琴以詠) 금충달(琴忠達)
무과
금결(琴潔) 금기인(琴起仁) 금덕화(琴德華) 금숙기(琴淑己) 금윤음(琴允音) 금휘(琴徽)
생원
금간(琴衎) 금간조(琴衎祖) 금개(琴愷) 금계(琴稽) 금경(琴憬) 금경제(琴敬躋) 금난수(琴蘭秀)
금대수(琴大遂) 금대아(琴大雅) 금명지(琴命摯) 금몽일(琴夢馹) 금복고(琴復古)
금사신(琴思愼) 금상훈(琴尙薰) 금선명(琴善鳴) 금성심(琴聖心) 금순고(琴純古)
금술효(琴述孝) 금숭(琴嵩) 금시조(琴是調) 금심항(琴心恒) 금양중(琴養中)
금영택(琴英澤) 금오(琴梧) 금옥심(琴沃心) 금용성(琴用成) 금운심(琴運心)
금원(琴援) 금응협(琴應夾) 금응훈(琴應壎) 금이고(琴以古) 금익(琴釴)
금축(琴軸) 금치심(琴致諶) 금함(琴涵) 금호(琴濩) 금훈(琴薰) 금훈룡(琴熏龍)
진사
금구성(琴九成) 금보(琴輔) 금봉서(琴鳳瑞) 금사문(琴師文) 금서규(琴瑞奎)
금섬(琴暹) 금성규(琴聖奎) 금성휘(琴聖徽) 금세겸(琴世謙) 금시정(琴是正)
금시해(琴是諧) 금양령(琴養靈) 금업(琴𢢜) 금용두(琴龍斗) 금우열(琴祐烈)
금원정(琴元貞) 금원형(琴元亨) 금의(琴椅) 금이아(琴爾雅) 금익상(琴翼祥)
금인(琴軔) 금철효(琴哲孝) 금축(琴軸) 금충달(琴忠達) 금치겸(琴致謙)

## 인구
- 1999년 1명
- 2000년 2명
- 2001년 1명
- 2003년 2명
- 2015년 0명